# کریستودولوس، اسقف آتن
کریستودولوس، اسقف آتن (یونانی: Χριστόδουλος؛ ۱۷ ژانویهٔ ۱۹۳۹ – ۲۸ ژانویهٔ ۲۰۰۸) کاهن (مسیحیت)، و متخصص الهیات اهل یونان بود.